# ديفيد أ. مورس
ديفيد أ. مورس (بالإنجليزية: David A. Morse)‏ هو محامي أمريكي، ولد في 31 مايو 1907، وتوفي في 1 ديسمبر 1990.

## وصلات خارجية
- ديفيد أ. مورس على موقع مونزينجر (الألمانية)